# Batalla de Juan Mulato
La Batalla de Juan Mulato fue un enfrentamiento militar ocurrido en un lugar conocido como "Llanada de Juan Mulato", cerca de San Luis, en el Oriente de Cuba, el 4 de febrero de 1878, durante la Guerra de los Diez Años (1868-1878) por la independencia de Cuba.

## Contexto histórico
A inicios del año 1878, la mayoría de las fuerzas independentistas cubanas se hallaban en un estado deplorable por la escsez de recursos y las discrepancias internas. 
En dicha situación, el gobierno de la República de Cuba en Armas, entró en negociaciones con España para deponer las armas, alcanzando una paz sin independencia. 
La mayor parte del Ejército Libertador se acogería al Pacto del Zanjón, firmado el 10 de febrero de ese año. Sin embargo, el Mayor general Antonio Maceo y la mayoría de los oficiales que combatían en Oriente, todavía seguían en pie de lucha. 
En ese contexto, ocurrió esta batalla, victoriosa para los cubanos, pocos días antes del Pacto del Zanjón. 

## Preludio
El 1 de febrero de 1878, las tropas del Mayor general Antonio Maceo acampan en la Llanada de Juan Mulato, tras haber vencido en un combate previo. Muy cerca de allí, se hallaban dos campamentos militares españoles. 
El día 4, Maceo ordena a la mayor parte de sus fuerzas ir a buscar suministros. Maceo quedó solamente con 38 hombres, principalmente oficiales de su Estado Mayor. Poco después, llegan los sonidos de descargas enemigas.

## Batalla
El campamento del General Maceo estaba siendo atacado por más de 300 soldados españoles. Los cubanos retroceden hacia su campamento y resisten los ataques españoles, rechazando el cerco enemigo. 
Tras varias cargas al machete por parte de los 38 cubanos, los españoles se retiran hacia una colina, hacia el mediodía. Se produce una tregua entre los contrincantes, pero tres horas después, se reanuda el combate en la colina. 
Tras dos horas de resistencia, lo que queda de las tropas españolas se retira, pero son sorprendidos nuevamente, pudiendo huir con vida muy pocos de ellos. 
La batalla resultó una carnicería: 260 españoles muertos, incluyendo al Teniente Coronel Cabezas, y 27 capturados, heridos casi todos. 
Los cubanos solamente presentaron cuatro heridos. 

## Consecuencias
A pesar de que la guerra estaba terminando por la capitulación de la mayoría de los cubanos, esta batalla demostró que, en el Oriente de la isla, todavía quedaban fuerzas suficientes para continuar y que no se necesitaban demasiados recursos para eso. 
Además, esta batalla resultó un antecedente directo a la Protesta de Baraguá.